# Familia Barba
Familia Barba es una sucesión de descendientes, compuesta por una gran cantidad de Maestros de Obra y arquitectos catalanes de gran importancia en la historia de la construcción de Barcelona, durante casi doscientos años, siendo uno de los más importantes de todos el Maestro de obra José Barba Closas y José Barba i Rius. Su abuelo José Barba Gabarró fundó la empresa de cosntrución: José Barba en 1823. Con el tiempo y el paso de las generaciones la empresa tomaría el nombre de su bisnieto Antonio Barba Ferran, siendo en la actualidad, Antonio Barba s.a, la empresa constructora más antigua de Cataluña y una de las más antiguas de Europa.

## Reseña biográfica
Aunque en el periodo de la Guerra Civil Española se perdió mucha documentación familiar, los archivos que se conservan se remontan a constructores del siglo XVI. La familia alcanzó gran relevancia como Maestros de Obra en el siglo XIX en el momento de la gran expansión de la Barcelona industrial. La familia se dividió en varias ramas de constructores y Arquitectos.

## Miembros de la rama principal

### José Barba Gabarró y Antonio Barba Gabarró
Maestro de Casas y Paleta.
Ganan la licitación del Ayuntamiento de El Hospitalet de Llobregat, Barcelona, para la fortificación de la ciudad, entonces pueblo, en 1843. La subasta de este trabajo se plantea a raíz de los ataques de las tropas Carlistas que sufre la población desde 1837. Los mejores postores tenían que derribar “todo lo que sea fortificación” y volver a su estado original “las tabicas de edificios sobre los cuales estaban edificados los Fuertes.” La persona que ganaba la subasta quedaba como propietario de “los ladrillos piedras herramientas maderas y demás que constituyan lo fuerte el día del remato.”
Se subastaron los fuertes de Casa Arús, el de Casa Molinas, el de Casa Prats y lo del Cuartel. También se remataron las puertas de la fortificación que estaban depositadas a los bajos de la casa consistorial.
La subasta del fuerte de Casa Molinas fue rematada  a favor de Antonio Barba y Gabarró por el precio de 23 reales de vellón.
A José Barba y Gabarró se le adjudicaron los fuertes de Casa Arús, Casa Prats y del cuartel se le adjudicaron por un valor de: 320, 320 y 427 reales de vellón respectivamente.
| Pprtada | subasta |
|         |         |
|         |         |

### José Barba Rius (13/07/1830 - 22/04/1902)
Maestro de Obra de Enric Sagnier, colaboró con este en casi todas sus edificaciones.
El inicio de la colaboración Sagnier-Barba se iniciaría al construir su casa el arquitecto. Situada en el número 3 de la Rambla Cataluña y contratar a Jose Barba, dando lugar a la pareja más fructífera de la expansión de Barcelona. El 23 de octubre de 1899 se registra ante notario el pago de los servicios de Maestro de Obras por parte de la mujer de Sagnier; Dolors Vidal Torrens y que constaría como propietaria del edificio. El importe fue de 160.000 pesetas.
Construyó su propia casa: Josep Barba, en la esquina de la calle Bruc con Consejo de Ciento, en el ensanche derecho de Barcelona. El diseño recayó en su colaborador Sagnier.
Fue nombrado Vicetesorero del Montepío provincial protector de los operarios de la edificación en enero de 1892.

### José Barba Closas (04/03/1857-  10/06/1926)
Maestro de Obra de Enric Sagnier, colaboró con este en casi todas sus edificaciones. 
Construyó su propia casa: Josep Barba, en la esquina de la calle Bruc con Consejo de Ciento, en el ensanche derecho de Barcelona. El diseño recayó en su colaborador Sagnier.
Fue el responsable de la edificación del antiguo Convento de las Religiosas Magdalenas Arrepentidas en la calle Aragón 121, y de la iglesia adyacente, Santa María Magdalena, en 1892. También fue el responsable de la rehabilitación tras los daños sufridos en la Semana Trágica en 1909. En al actualidad el edificio tiene otro uso y es el CEIP Els Llorers.

### Rafael Barba
También se hizo construir un par de edificios por la constructora familiar y diseñados por Enric Sagnier. Se encuentra en la calle Pau Claris 140 de Barcelona.

### Antonio Barba Ferràn (22/12/1884 -20/12/1958)
Nieto del constructor José Barba cambió el nombre de la empresa José Barba a Antonio Barba s.a como principal heredero, aunque otros miembros de la familia siguieron realizando trabajos como constructores, lo hicieron como miembros accionistas de la empresa. A partir de esta rama se crearían otras empresas constructoras por otros Barba ya no vinculados a la rama principal. 
(En el archivo Histórico de Barcelona) 
Aparece como propietario del edificio situado en Bailen 33 de Barcelona, los permisos de obra fueron solicitados por Josep Sala Badal.
Consta también como propietario del edificio en la Calle Gerona 134,  y del edificio contiguo en el número 341 de la Avenida Diagonal, Barcelona
Consta también como uno de los promotores del campeonato de Cataluña de la Copa del Gran Hotel Continental de Barcelona, al menos el año 1908

## Construcciones de la Familia Barba.
- 1872  Convento de las Religiosas Magdalenas Arrepentidas y la Iglesia de Santa María Magdalena. Aragón s/n. Construcción inicial destruido el interior en la Semana Trágica de 1909.
- 1884. Rectororía y Capilla del Santísimo de la Iglesia de San Juan Bautista de Gracia. Plaza de la Virreina. Arquitecto: Francisco Berenguer.
- 1884. Altar Mayor de la Iglesia de San Juan Bautista de Gracia. Plaza de la Virreina. Diseñado por Enrique Sagnier. Destruido en las revueltas de la Semana Trágica de 1909.
- 1892-1894. Casa Enrique Sagnier. (Casa familiar del Arquitecto). Rambla Cataluña 104 - esquina pasaje de la Concepción. Barcelona.
- 1899  Ausias March 21.  Casa amb dependències de servei al terrat i clavegueró. Arquitecte: Sagnier.[12]
- 1903  Bailen 134. Construcción de edificio de bajos, entresuelo y cuatro plantas. Propietaria Antonia Barba Closas.
- 1910. Reconstrucción de la Iglesia de San Juan Bautista de Gracia. Plaza de la Virreina. Arquitecto: Francisco Berenguer Mestre
- 1910 Reconstrucción del Convento de las Religiosas Magdalenas Arrepentidas y la Iglesia de Santa María Magdalena tras los daños causados por la Semana Trágica.

## Arquitectos con los que trabajó la familia Barba
- Juan Bassegoda
- Francisco Berenguer
- Enrique Sagnier

## Otros Miembros Barba
- José Barba. Patrón de barco. Lo fue del Laud San Antonio de 4 toneladas.[13]